# 모노크롬 모니터

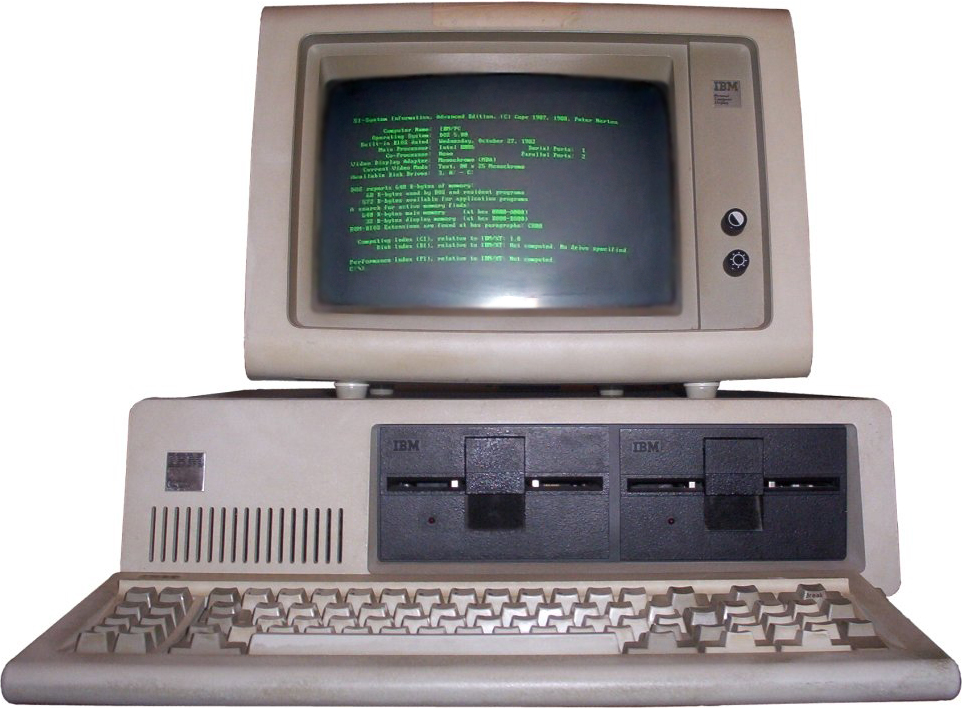
녹색 모노크롬 모니터를 장착한 IBM 컴퓨터

모노크롬 모니터(monochrome monitor)는 색 모니터가 인기를 끌기 전인 1960년대에서 1980년대까지의 컴퓨터 초기 시절에 매우 흔히 쓰였던 CRT 컴퓨터 표시 장치의 일종이다. 현재에는 전산화된 금전등록기 시스템으로 널리 쓰이고 있다. 초록색 화면은 녹색 P1 포스퍼 화면을 이용한 모노크롬 모니터에 쓰이는 이름이었다.

## 디자인
빨강, 녹색, 파랑의 포스퍼를 통해 문자와 그래픽을 여러 빛깔로 보여 주는 색 모니터와 달리 모노크롬 모니터는 하나의 빛깔만 보여 준다. 모든 문자와 그래픽은 정해진 빛깔로 표시된다. 일부 모니터들은 흑백 텔레비전처럼 각 화소의 밝기를 조절하는 기능이 있다.
모노크롬 모니터는 세 가지 빛깔로 이용할 수 있다. P1 포스퍼가 쓰이면 화면은 녹색 모노크롬이다. P3 포스퍼가 쓰이면 화면은 황갈 빛깔의 모노크롬이다. P4 포스퍼가 쓰이면 화면은 하얀 모노크롬이다. 이것은 초기 텔레비전 세트에 쓰인 포스퍼와 같은 것이다. 황갈 빛깔의 화면은 개선된 인간공학을 고수하는데 특히 눈의 피로를 줄여 준다는 주장이 있다. 그러나 이러한 주장은 과학적 근거를 거의 없는 것으로 보인다.

## 이용
가장 유명한 녹색 화면 제품은 IBM PC 모노크롬 디스플레이 IBM 5151이다. (PC 그 자체로는 모델 번호 5150으로 적혀 있었다) 5151은 PC의 모노크롬 디스플레이 어댑터 텍스트 전용 그래픽 카드와 동작하도록 설계되었으나 곧 허큘리스 그래픽 카드가 5151에 견주어 유명하게 되었다. 그 까닭은 허큘레스가 고선명 비트맵 모노크롬 그래픽 기능을 제공하여 이를테면 로터스 1-2-3과 같은 스프레드시트에서 나오는 사업 프레젠테이션 그래픽에 많이 쓰였기 때문이다.

## 선명도
화소 대 화소 단위 기준으로 모노크롬 모니터는 CRT 모니터보다 더 선명한 문자열과 영상을 제공한다. 모노크롬 모니터의 각 화소가 화소 가운데에 하나의 포스퍼 점을 이루기 때문인데, 반면 색 모니터에서는 각 화소가 세 개의 포스퍼 점 (빨강 하나, 파랑 하나, 녹색 하나)을 이루며 어느 것도 화소 가운데에 있지 않다. 모노크롬 모니터는 거의 모든 덤 터미널에 쓰였으며 그 뚜렷한 날카로움과 가독성 덕에 지금까지도 전산화된 금전등록기와 판매시점정보관리 시스템과 같은 텍스트 기반 응용에 널리 쓰이고 있다.

## 같이 보기
- IBM 3270